# Cryptothylax greshoffii
Cryptothylax greshoffii é uma espécie de anura da família Hyperoliidae.
Pode ser encontrada nos seguintes países: Angola, Camarões, República Centro-Africana, República Democrática do Congo, Guiné Equatorial, Gabão e possivelmente em República do Congo.